# Глинка (Ленинградская область)
Гли́нка (фин. Leppälä) — деревня в Фёдоровском городском поселении Тосненского района Ленинградской области.

## История
На «Топографической карте окрестностей Санкт-Петербурга» Военно-топографического депо Главного штаба 1817 года упоминается деревня Глинка, состоящая из 10 дворов.
На карте Санкт-Петербургской губернии Ф. Ф. Шуберта 1834 года она обозначена как деревня Глинки.

ГЛИНКА — деревня, принадлежит ведомству Павловского городового правления, число жителей по ревизии: 46 м. п., 42 ж. п. (1838 год)

В пояснительном тексте к этнографической карте Санкт-Петербургской губернии П. И. Кёппена 1849 года она записана как деревня Leppälä (Глинка) и указано количество её жителей на 1848 год: савакотов — 47 м. п., 68 ж. п., всего 115 человек, русских — 77 человек. Ингерманландцы относились к лютеранскому приходу Венйоки. В деревне располагался земский суд.

ГЛИНКА — деревня Павловского городового правления, по просёлочной дороге, число дворов — 15, число душ — 53 м. п. (1856 год)

Согласно «Топографической карте частей Санкт-Петербургской и Выборгской губерний» 1860 года деревня называлась Глинки и насчитывала 15 дворов.

ГЛИНКА — деревня владельческая при колодцах, число дворов — 17, число жителей: 55 м. п., 61 ж. п. (1862 год)

В 1883—1884 годах временнообязанные крестьяне деревни выкупили свои земельные наделы у великого князя Константина Николаевича и стали собственниками земли.

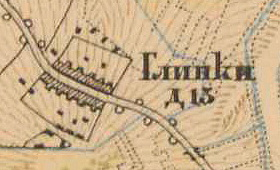
План деревни Глинка. 1885 год

В 1885 году деревня называлась Глинки и насчитывала 13 дворов.
В конце XIX — начале XX века деревня административно относилась к Фёдоровской волости 1-го стана Царскосельского уезда Санкт-Петербургской губернии. По приходским данным население деревни было исключительно финским.
К 1913 году количество дворов в деревне Глинка увеличилось до 34.
В 1917 году деревня входила в состав Фёдоровской волости Царскосельского уезда.
С 1918 по 1920 год деревня Глинка входила в состав Глинского сельсовета Тярлевской волости Детскосельского уезда.
С 1920 года в составе Фёдоровского сельсовета Слуцкой волости.
С 1923 года в составе Троцкого уезда.
Согласно данным переписи населения СССР 1926 года в деревне Глинка проживали 206 человек — все финны.
С февраля 1927 года в составе Детскосельской волости. С августа 1927 года в составе Детскосельского района.
В 1928 году население деревни Глинка составляло 304 человека.
С 1930 года в составе Тосненского сельсовета Тосненского района.
По данным 1933 года деревня Глинка входила в состав Фёдоровского сельсовета Тосненского района.
С 1936 года в составе Слуцкого района.

План деревни Глинка. 1941 год

Согласно топографической карте РККА 1941 года деревня насчитывала 51 двор.
С 1 сентября 1941 года по 31 декабря 1943 года деревня находилась в оккупации.
С 1953 года вновь в составе Тосненского района.
По данным 1966, 1973 и 1990 годов деревня Глинка находились в составе Фёдоровского сельсовета.
В 1997 году в деревне Глинка Фёдоровской волости проживал 251 человек, в 2002 году — 346 человек (русские — 87 %).

## География
Деревня расположена в северо-западной части района на автодороге 41К-176 (Павловск — Косые Мосты).
Расстояние до административного центра поселения — 4 км.
Расстояние до ближайшей железнодорожной станции Павловск — 5 км.

## Демография
| 1862 | 2007 | 2010 | 2017 |
| ---- | ---- | ---- | ---- |
| 116  | ↗293 | ↗342 | ↗357 |

## Транспорт
В деревне осуществляется автобусное сообщение по маршрутам:
- 493 (вокзал Павловск — Аннолово, Новая улица);
- 521 (станция метро «Купчино» — Поги);
- 618 (Тосно, вокзал — Пушкин, областной университет)

## Фото

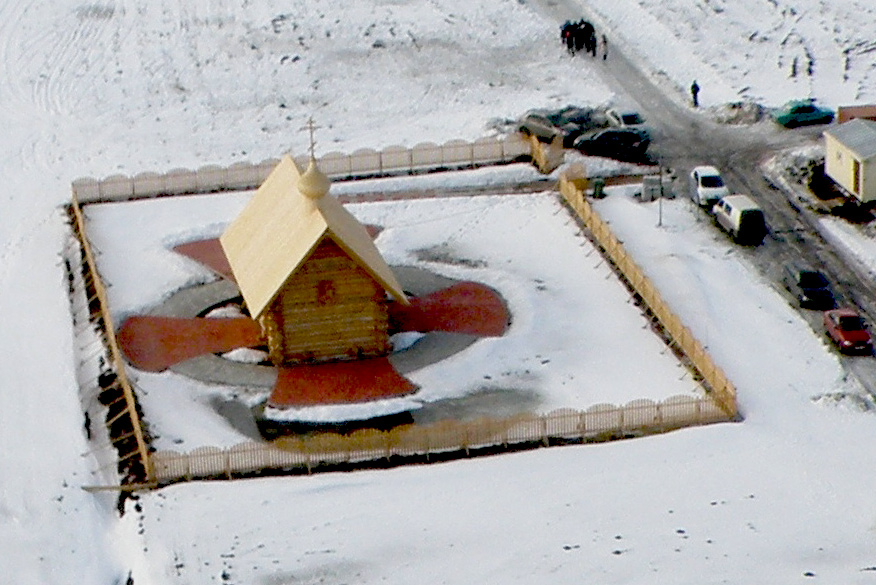
Часовня-храм святого великомученика Георгия Победоносца. Аэрофотосъёмка
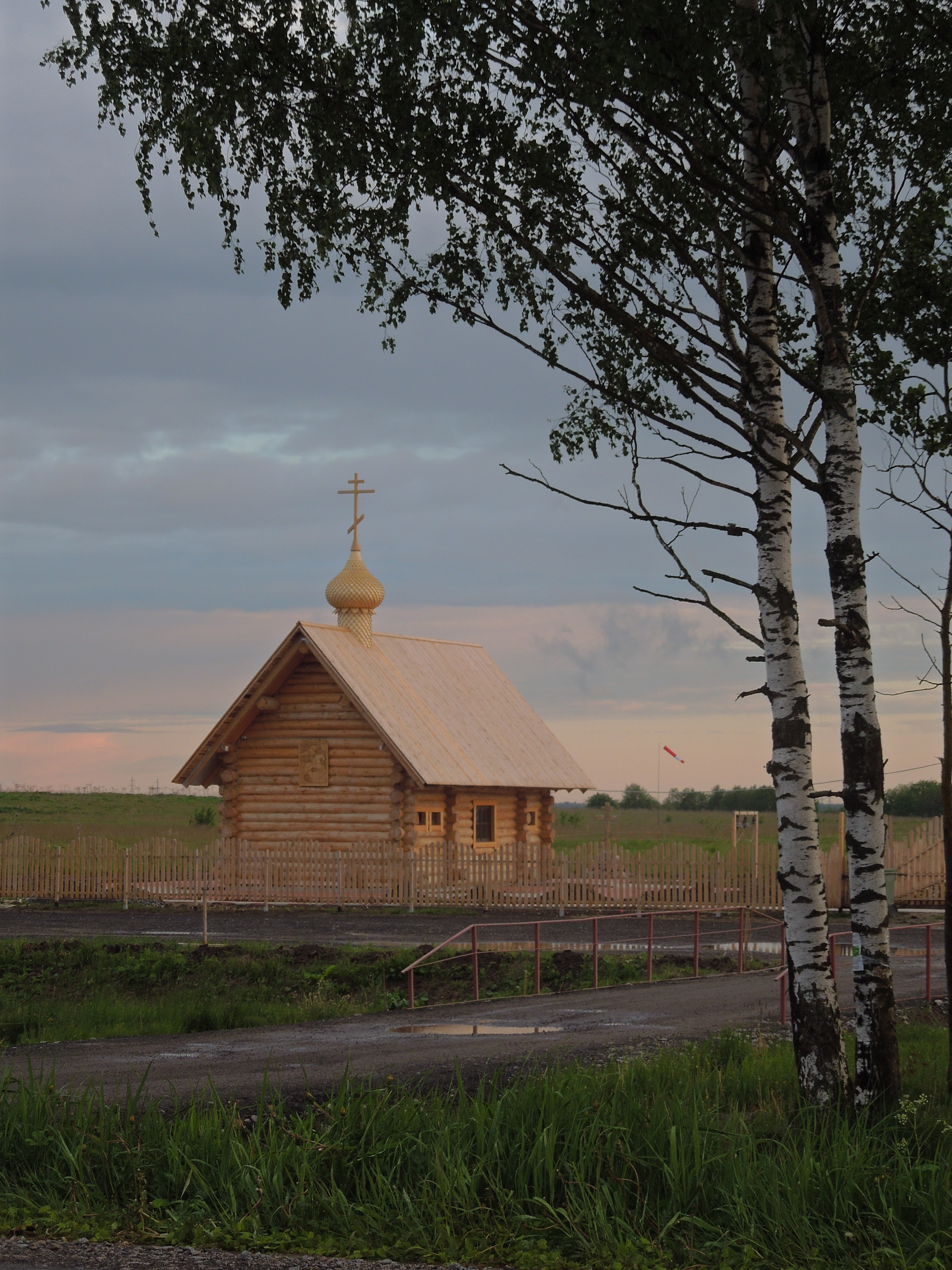
Георгиевская часовня

## Улицы
4-й проезд, 5-й проезд, Берёзовый проезд, Взлётная, Детская, Ивановская, Инженерная, Инженерный проезд, Кленовая, Круговая, Малая Посадская, Малоэтажная, Михайловская, Новая, Новосёлов, Озёрная, Павловская, Парижская, Парковая, Песочная, Пилотов, Пилотов проезд, Пионерская, Посадская, Потсдамская, Пушкинская, Руслановская, Садовая, Светлая, Семейная, Спортивный проезд, Тупиковый проезд, Уютная, Цветочная, Центральная.